# 年賀切手
年賀切手（ねんがきって）は、グリーティングのための特殊切手のひとつで、新年の挨拶状である年賀状のうち、私製のはがきないし封書に貼るために発行される切手である。

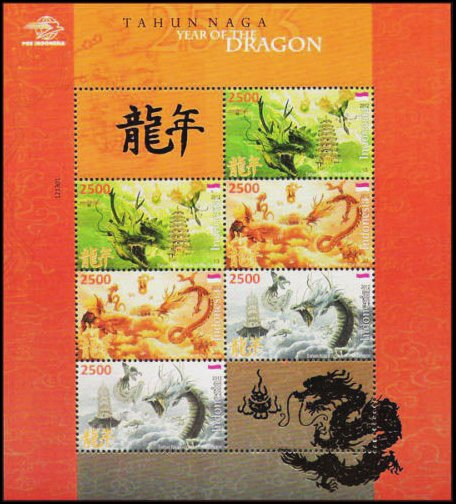
2012年のインドネシアの切手シート

## 概要

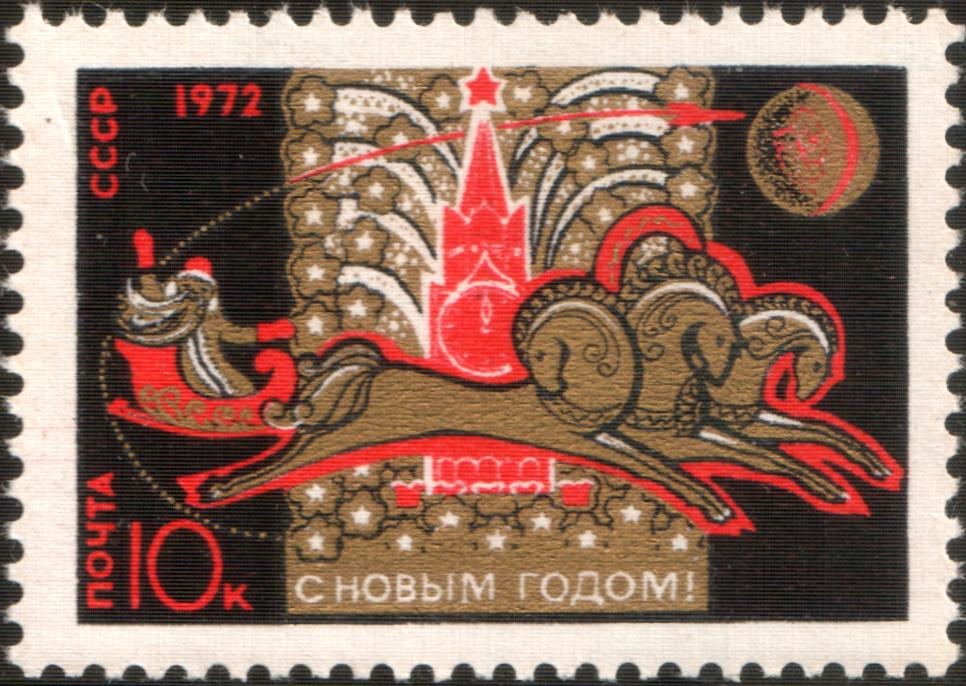
ソ連の「新年切手」（1971年）

年賀切手は年賀状のやり取りをする郵便物に貼るために発行されるもので、日本のほか韓国、中国、台湾など、似た風習がある国で発行されている。また近年では、日本や中国などにおける正月の習慣のないアメリカにおいても中国系市民向けに発行されることもある。
同様なものに、キリスト教文化圏で使用されるクリスマス・カードを発送するのに用いられるクリスマス切手がある。そのうち共産主義政権時代のソビエト連邦では「新年切手」として発行されていたが、これはロシア正教のクリスマスが1月7日であるため、実質的にはクリスマス切手であった。

## 歴史

### 日本における戦前の年賀切手

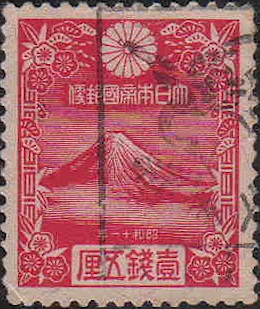
日本最初の年賀切手（1935年）

世界で最初に年賀切手を発行したのは南米のパラグアイで、1931年に1932年用年賀切手として発行されていた。次に発行したのは日本である。日本で年賀状を元旦に配達する年賀郵便特別取扱が始まったのは1899年からで、普通官製はがきや私製はがき（1900年以降）が使われていたが、年賀状に使用するための切手や葉書を発行することはなかった。
昭和に入り年賀状の取扱いが増大したことから、逓信省（現在の日本郵政）は、当時大半を占めていた私製年賀葉書の利用者へのサービスとして年賀切手を発行することになった。これは年賀状を可能な限り早く差し出してもらうことも意図していた。最初の年賀切手は「昭和十一年年賀用切手」で、1935年12月1日に発行された。この年賀切手は額面1銭5厘であり、普通切手とサイズは一緒であったが、渡辺崋山の「富嶽図」に松竹梅の囲み枠を配したデザインであった。発行枚数は当時としては大量の3億3163万枚（100枚シートとは別に企画された20枚構成の小型シートも含む）発行され、そのうち年内に約2億5000万枚が売りさばかれた。
年賀切手は翌1936年も発行されたが、1937年の年賀切手は同年に発生した盧溝橋事件をきっかけに日中戦争が勃発し、日本国内で虚礼廃止運動が起こって年賀状の差出を控える傾向が顕著になり、用意された3億枚のうち半分以下しか売りさばかれなかったため、年賀切手はこの年限りで打ち止めになった。なお、年賀状特別取扱も1938年限りで廃止になった。

### 日本における現在の年賀切手
戦後になり、年賀切手が発行されたのは「昭和24年用年賀切手」で1948年12月13日に発行された。しかし翌年の「昭和25年用年賀切手」が発行されたのは、1950年2月1日と新年が明けて相当日数が経過した日であった。これは年賀切手が1949年12月に発行されたお年玉付郵便はがきの末等景品にお年玉切手シート（切手小型シート）が採用されたが、年賀切手は年賀はがきの景品に収めるために発行されていたためである。そのため、年賀切手と題されていたが年賀の挨拶には使えない切手であった。この年賀状に使えない年賀切手は、私製年賀郵便に使えるようにするため、1954年用年賀切手から前年の12月（2020年現在は概ね10月下旬頃）に発行されるようになってから解消された。

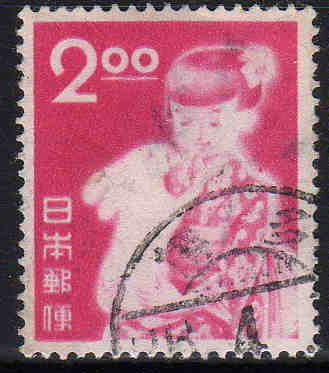
昭和26年用年賀切手 「うさぎと少女」 （1951年1月1日発行）
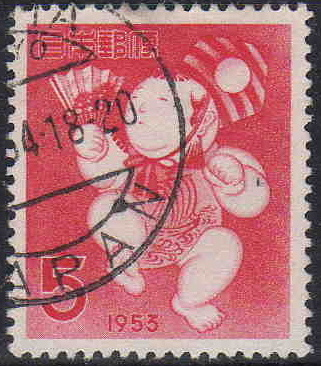
1953年（昭和28年）三番叟人形。
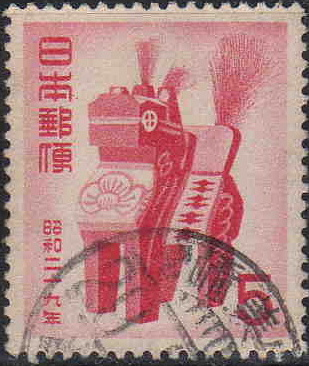
1954年（昭和29年）郷土玩具「三春駒」（福島県）
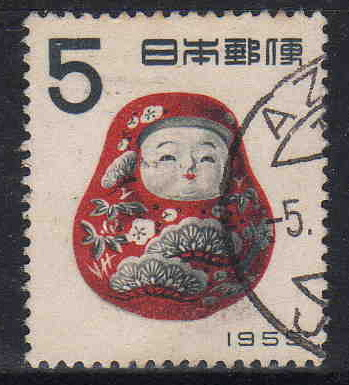
1955年（昭和30年）金沢市の加賀八幡起き上がり
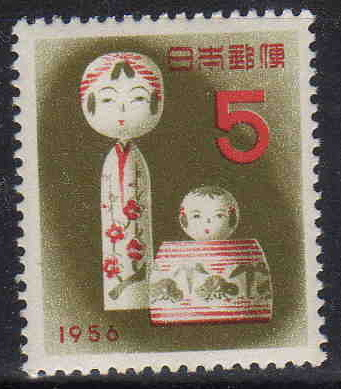
1956年（昭和31年）こけし
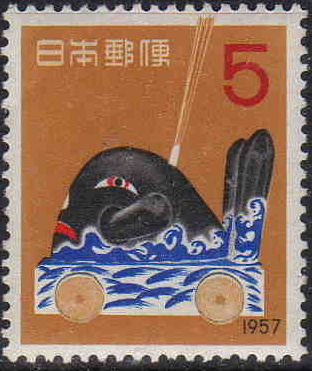
1957年（昭和32年）長崎県の玩具「だんじり」
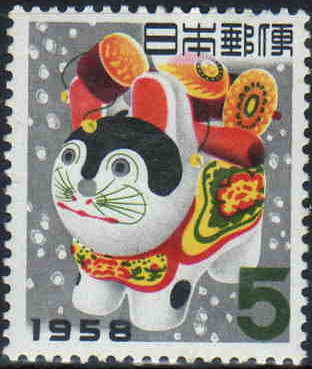
1958年（昭和33年）犬張り子
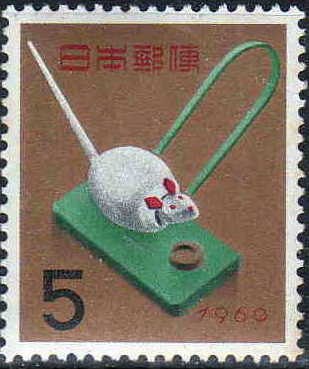
1960年（昭和35年）金沢市「米食いねずみ」

1989年からは、年賀はがきと同様にくじが付いた封書用の年賀切手が発行された。また1990年からは私製葉書用の額面のくじ付き切手が発行されるようになった。1992年以降の現在は葉書用、封書用にくわえくじ付きの寄附金付き切手の封書用と葉書用の4種類が発行されているほか、近年では大口に限定されるがオリジナルデザインの年賀切手も作成も可能である。
また、2014年以降（2015年用年賀切手以降）より海外宛ての差額用18円海外グリーティング切手が発売された。

## 世界の年賀切手
最初期に発行した国としては満州国があり、1937年に年賀切手を発行していた。また、アメリカ合衆国による沖縄統治で、アメリカ軍に占領されていた沖縄県で、郵便事業をしていた琉球郵政庁が、1956年から1971年まで翌年用の年賀切手を発行していた。近年では日本のほか、世界各国でも年賀切手が発行されるようになった。

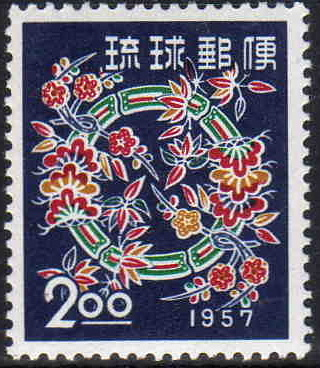
沖縄切手の年賀切手（1957年）
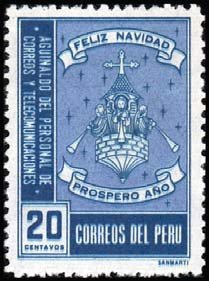
ペルー（1961年）
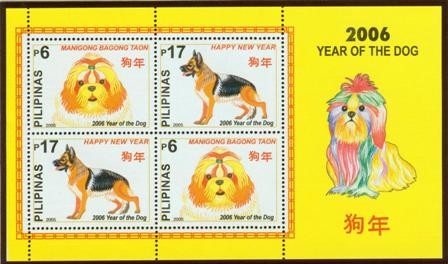
フィリピン（2006年）
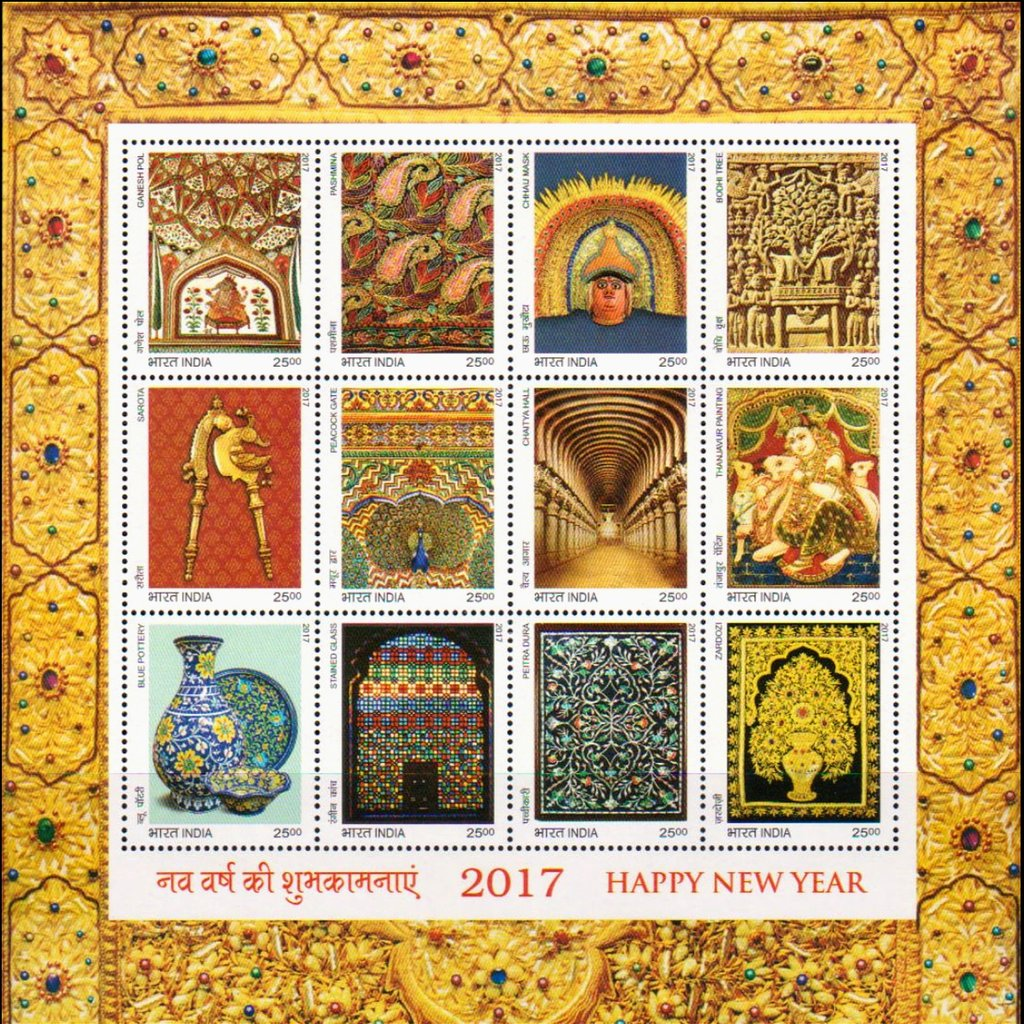
インド（2017年）

日本と同様に、年賀状を交換する習慣のある東アジア諸国では比較的早く発行されており、中華民国の中華郵政は1968年、中華人民共和国の中国郵政は1980年から発行しているが、後者は新年が明けてから発行されている。これは中国の春節（旧正月）の時期の年賀状に使用されるためである。
また、アメリカ合衆国のアメリカ郵便公社も、1992年以降年賀切手を発行しているが、デザインは干支の動物を描いたものである。その他のカナダやいわゆる切手濫発国の小国でも、干支を描いた年賀切手が発行されることもある。